# Oncocnemis exacta
Oncocnemis exacta là một loài bướm đêm trong họ Noctuidae.